# Реал Хаэн
«Реал Хаэн» (исп. Real Jaén CF) — испанский футбольный клуб из города Хаэн, в одноимённой провинциив автономном сообществе Андалусия. Клуб основан в 1922 году, домашние матчи проводит на стадионе «Нуэва Ла Виктория», вмещающем 12 800 зрителей. В Примере «Реал Хаэн» провёл в общей сложности 3 сезона, последним из которых является сезон 1957/58. Лучший результат в чемпионатах Испании 14-е места в сезонах 1953/54 и 1956/57.

## История
В начале 20-го века архитектор и предприниматель Хустино Флорес приступил к поиску полезных ископаемых, создав компанию (Óxidos Flores) в северном районе города Хаэн, между железнодорожной линией и фруктовыми садами Пеньямефечит. Технический персонал этой компании английского происхождения начал внедрять спортивные инициативы (футбол, теннис, плавание, аэростат…), что привело к созданию первых спортивных сооружений в городе и первых неофициальных футбольных команд234 , таких как спортивные клубы La gimnástica и El balompié, которые, объединившись 13 августа 1922 года под руководством врача Хуана Ногалеса Мартинеса, дали начало Jaén F. C., более известному как «El FC».
ФК «Хаэн» вскоре стал фаворитом местных жителей в борьбе с другим столичным соперником, «Унион Депортива». В тот же день презентации они провели товарищеский матч в Ла-Каролине против местной команды, потерпев поражение со счетом 5:0. Через десять дней они одержали первую победу над Линаресом со счетом 3-1, а еще через два дня провели первый матч против Убеды, проиграв 0-2. Следующим шагом стала федерализация клуба в 1923 году, чтобы он мог выступать в национальных категориях, сыграв несколько товарищеских матчей в течение этого и следующего года.
12 июня 1929 года команда была воссоздана под названием Sociedad Olímpica Jiennense и выступала в третьем региональном дивизионе вместе с другими командами из провинций Кордова и Хаэн. 12 апреля 1931 года, обыграв «Насьональ де Кордова» (дочернюю команду «Кордовы»), «Олимпика» была переведена в Первый региональный дивизион. Форма команды в то время состояла из красной футболки и синих шорт.
5 июля 1939 года, после окончания гражданской войны, было воссоздано Олимпийское общество Йененсе, председателем которого стал Лисардо Мена. От красного цвета в одежде команды отказались в пользу оригинального белого
После смерти Хуана Ногалеса, нового президента, в 1942 году пост президента занял Диего Инфанте. В том же году клуб выиграл Кубок Федерации, победив «Сан-Андрес» со счетом 1:4.
В сезоне 1942/1943 годов команда впервые вышла в национальную категорию — Третий дивизион.
29 октября 1944 года был торжественно открыт тогдашний «Эстадио де ла Виктория», расположенный в центре Хаэна, который на 60 лет стал еще одним символом клуба «Хаэн», а также труднопреодолимым препятствием для его соперников из-за небольших размеров и относительной близости трибун к полю. В первом матче «Олимпика» встретилась с «Альхесирас ЧФ», итоговый счет 2:2.
5 сентября 1947 года Испанская федерация футбола утвердила название «Реал Хаэн», которое заменило «Олимпика Хиененсе», а белый цвет был окончательно установлен для первой формы команды, вместо синих шорт и красной футболки, которые носила «Олимпика».

## Достижения
- Сегунда
  - Победитель (2): 1952/53, 1955/56

## Сезоны по дивизионам
- Примера — 3 сезона
- Сегунда — 16 сезонов
- Сегунда Б — 31 сезон
- Терсера — 25 сезонов

## Статистика выступлений в чемпионатах Испании с сезона 2000/2001
| Сезон   | Ранг | Дивизион  | Место | И  | В  | Н  | П  | ГЗ | ГП | Очки |
| ------- | ---- | --------- | ----- | -- | -- | -- | -- | -- | -- | ---- |
| 2000/01 | 2    | Сегунда   | 10    | 42 | 15 | 14 | 13 | 37 | 40 | 59   |
| 2001/02 | 2    | Сегунда   | 22    | 42 | 11 | 9  | 22 | 30 | 52 | 42   |
| 2002/03 | 3    | Сегунда Б | 12    | 38 | 11 | 13 | 14 | 43 | 45 | 46   |
| 2003/04 | 3    | Сегунда Б | 12    | 38 | 14 | 9  | 15 | 39 | 36 | 51   |
| 2004/05 | 3    | Сегунда Б | 9     | 38 | 11 | 18 | 9  | 35 | 34 | 51   |
| 2005/06 | 3    | Сегунда Б | 13    | 38 | 13 | 12 | 13 | 41 | 41 | 51   |
| 2006/07 | 3    | Сегунда Б | 6     | 38 | 16 | 14 | 8  | 49 | 40 | 62   |
| 2007/08 | 3    | Сегунда Б | 9     | 38 | 16 | 8  | 14 | 30 | 28 | 56   |
| 2008/09 | 3    | Сегунда Б | 2     | 38 | 19 | 14 | 5  | 44 | 21 | 71   |
| 2009/10 | 3    | Сегунда Б | 3     | 38 | 20 | 9  | 9  | 58 | 32 | 69   |
| 2010/11 | 3    | Сегунда Б | 8     | 38 | 14 | 14 | 10 | 39 | 29 | 56   |
| 2011/12 | 3    | Сегунда Б | 4     | 38 | 19 | 13 | 6  | 48 | 31 | 70   |
| 2012/13 | 3    | Сегунда Б | 1     | 38 | 20 | 10 | 8  | 44 | 24 | 70   |
| 2013/14 | 2    | Сегунда   | 21    | 42 | 12 | 12 | 18 | 43 | 49 | 48   |
| 2014/15 | 3    | Сегунда Б | 11    | 38 | 11 | 16 | 11 | 45 | 36 | 49   |
| 2015/16 | 3    | Сегунда Б | 10    | 38 | 14 | 6  | 18 | 46 | 37 | 48   |
| 2016/17 | 3    | Сегунда Б | 19    | 38 | 7  | 16 | 15 | 37 | 43 | 37   |
| 2017/18 | 4    | Терсера   | 3     | 42 | 25 | 7  | 10 | 58 | 29 | 82   |